# 伝祥應寺跡
伝祥應寺跡（でんしょうおうじあと）は、東京都国分寺市にある寺跡。
黒鐘公園（国分寺市西元町4-10-47）の北丘に伝鎌倉街道の古道を挟むように中世に建造された寺院と塚の遺跡が東西に有し、ここを伝祥應寺跡と呼ぶ。
同市にある祥應寺の前身の跡である。

## 概要
『新編武蔵風土記稿』に以下の記述がある。
「府中六所ニアル所ノ鉄像ノ弥陀ハ昔此谷ヨリ掘出セシモノナリト云フ、此所ノ丘林ヲ祥應寺跡ト呼ブ、コノ地モ旧跡ト見ヘテ古瓦ヲ多ク掘出シテ散乱ス、国分寺ノ瓦ト一様ノモノナリ」
大國魂神社（府中市）にあった阿弥陀の鉄像（明治の神仏分離令により近隣の善明寺に遷座）は祥應寺跡から掘り出されたとある。
『武蔵名勝図会』によれば、阿弥陀の鉄像が出たので土人はこの地名を「黒鉄（くろがね）」と呼んだとある。
伝祥應寺跡から発掘された板碑は、弥陀三尊来迎図像が刻まれたもの、南無阿弥陀仏の名号が刻まれたものが多くあり、掘り出された阿弥陀の鉄像との結びつきが極めて大きい。
この伝祥應寺跡の寺院の法灯は、阿弥陀の鉄像の紀年銘の建長5年を上限とし、出土した板碑の中でも新しい明応2年のものを下限とみるならば、1253年から1493年以後にわたる240年余と考えられる。